# Philip Giordano
Philip Anthony Giordano (Caracas, Venezuela, 25 de marzo de 1963) es un político estadounidense, actualmente encarcelado por abuso sexual. Miembro del Partido Republicano, fue alcalde de Waterbury, Connecticut, entre 1996 y 2001. Anteriormente fue representante estatal (durante unos meses en 1995) y marine de los Estados Unidos (1981-1985).
En 2000, se postuló sin éxito para un escaño en el Senado de los Estados Unidos, perdiendo ante Joe Lieberman.

## Primeros años
Giordano nació en Caracas, Venezuela, hijo de los italianos Rocco y Olimpia Giordano, mudándose a Estados Unidos cuando tenía dos años de edad. Tiene una hermana mayor y un hermano menor. Asistió a Holy Cross High School, pero no pudo graduarse con su clase en 1981 después de ser sorprendido fumando marihuana. Sirvió en el Cuerpo de Marines de los Estados Unidos desde 1981 hasta 1985. Asistió a Naugatuck Valley Community College, antes de transferirse a la Universidad de Connecticut, donde se graduó con una licenciatura en ciencias políticas en 1988. Posteriormente, asistió a la Facultad de Derecho Cooley de la Universidad de Western Michigan en Lansing, Michigan. Después de la facultad de derecho, trabajó en la oficina de asesoría legal de la corporación de Waterbury hasta 1992. En 2003, su licencia de abogado fue suspendida y, en 2007, fue inhabilitado para ejercer la abogacía en el estado de Connecticut durante 18 años.

## Carrera política
En 1993, hubo una elección especial en el distrito 71 de la Cámara de Representantes de Connecticut. Ocurrió después de que el titular, Donald J. Davino, muriera en un accidente automovilístico. Giordano perdió la elección ante el hijo de Davino, Robert. Después de perder en la noche de las elecciones, tuvo lo que un espectador describió como «un colapso importante». Se postuló nuevamente para el puesto en las elecciones generales de 1994 y ganó. Consideró postularse para la Cámara de Representantes de los Estados Unidos contra el congresista James H. Maloney en las elecciones de 1998. También consideró postularse para Tesorero del Estado de Connecticut ese mismo año.

### Alcalde de Waterbury, Connecticut
Giordano fue elegido alcalde en 1995, derrotando al alcalde demócrata Edward "Mike" Bergin, quien había estado en el cargo durante siete mandatos, con un 52% frente al 45%. Ganó la reelección en 1997. Fue reelegido para un tercer mandato con el 53% de los votos en 1999.
Durante su tiempo como alcalde, afirmó haber equilibrado el presupuesto de Waterbury, pero antes de su arresto, una junta de supervisión estatal tuvo que intervenir debido a la subfinanciación crónica de las pensiones y la extracción de fondos del fondo de pensiones para equilibrar el fondo general. El 18 de julio de 2001, Giordano anunció que no buscaría un cuarto mandato como alcalde. Tras su arresto en 2001, se vio obligado a dejar el cargo, quedando el presidente de la Junta de Concejales, Sam Caligiuri, como alcalde interino.

### Candidatura al Senado de los Estados Unidos
En 2000, el senador Joe Lieberman fue elegido por el candidato presidencial demócrata Al Gore como su compañero de fórmula para la vicepresidencia, y Lieberman también decidió postularse para un tercer mandato en el Senado (la legislación de Connecticut permite que los candidatos se postulen para ambos cargos). Con pocas posibilidades de derrotar al popular centrista Lieberman, pocos republicanos de Connecticut querían enfrentarse a él. Finalmente, el Partido Republicano del estado eligió a Giordano. Lieberman se centró en su candidatura a la vicepresidencia y se negó a asistir a los debates; Giordano, en su mayoría ignorado por la prensa, recibió algo de cobertura al debatir solo y burlarse de Lieberman.
Al final, importó poco, ya que los votantes devolvieron al titular al Senado por un margen de casi dos a uno (63% a 34%).

## Historial criminal
El FBI descubrió evidencia de que Giordano estaba involucrado en actos sexuales con menores mientras investigaba corrupción municipal. Fue arrestado en 2001 y cooperó con las autoridades para incriminar a otros en el caso de corrupción. Giordano fue condenado a 37 años de prisión en 2003 por usar su teléfono para organizar encuentros sexuales con menores y violar sus derechos civiles. Tras varias apelaciones fallidas y un intento de reducción de sentencia, sigue cumpliendo su condena en una prisión federal.
Se espera que sea elegible para liberación en 2032, pero nunca ha admitido ni pedido disculpas por sus crímenes.

## Vida personal
Giordano se casó con su esposa, Dawn, en febrero de 1994. Tienen tres hijos. Dawn vive en Commack, Nueva York, en Long Island.